# Souvan
Souvan je priimek premožne slovenske rodbine. Med njene najpomembnejše predstavnike sodita:
- Ferdinand Souvan (1840-1915), ljubljanski trgovec, lastnik dvorca v s posestvom (danes park Volčji Potok, tudi Souvanov park) in dedič, sin Leon Souvan
- Ferry Souvan (1919-1974), besedilopisec, skladatelj in podjetnik  avtor številnih popularnih besedil za slovenski narodnozabavni Ansambel bratov Avsenik.